# Grūda
Grūda je řeka 2. řádu na jihu Litvy v okrese Varėna, levý přítok Merkysu.
Vytéká z jezera Grūdas, které leží na hranici s Běloruskem, ve vsi Ašašninkai v Litvě. Teče zpočátku k severoseverovýchodu, u vsi Grybaulia se stáčí k severoseverozápadu, zde se křižuje se železniční tratí Lentvaris – Grodno a u obce Darželiai se stáčí k severoseverovýchodu, protéká kolem západního okraje města Marcinkonys, kde se stáčí k severu a počíná více meandrovat přičemž se postupně stáčí stále více k západu až řeku Merkys dosahuje ve směru západním, na severním okraji obce Puvočiai, 14,5 km od ústí Merkysu do Němenu. Je to levý přítok Merkysu.
Celý tok spadá do národního parku Dzūkijos nacionalinis parkas. Je to nížinná řeka, poklidně meandrující a pomalu unášející své vody Dainavskou rovinou, jen ke konci toku začíná řeka silněji klesat a tvoří peřeje. Celý tok je v zajetí největšího litevského lesního masívu Dainavos giria. Díky písčitému podloží a lesnatým břehům se voda v řece vyznačuje čistotou a chladem, stejně jako řeky v okolí. Protože jsou tyto řeky převážně napájeny podzemními prameny, nezamrzají každou zimu, jen v krutějších zimách. I v suchých letních obdobích často zůstávají dostatečně vodnaté a tedy příhodné pro vodní turistiku.  Při soutoku s Merkysem lze ulovit lipany (Thymallus thymallus), protože v těch místech je prudší tok a velké teplotní rozdíly vody.

## Přítoky
- Levé:

| Hydrologické pořadí | Řeka         | Délka (km) | Povodí (km²) | Vzdálenost od ústí (km) | Ústí kde | Koordináty ústí                |
| ------------------- | ------------ | ---------- | ------------ | ----------------------- | -------- | ------------------------------ |
| 11010621            | G – 1        | 2,6        | 14,0         | 35,9                    |          |                                |
| 11010622            | Senoji Grūda | 3,7        | 8,7          | 31,6                    |          | 53°58′9″ s. š., 24°20′5″ v. d. |

- Pravé:

| Hydrologické pořadí | Řeka     | Délka (km) | Povodí (km²) | Vzdálenost od ústí (km) | Ústí kde    | Koordináty ústí                  |
| ------------------- | -------- | ---------- | ------------ | ----------------------- | ----------- | -------------------------------- |
| 11010623            | Musteika | 11,3       | 65,1         | 30,2                    | Grybaulia   | 53°58′50″ s. š., 24°20′36″ v. d. |
| 11010624            | Dorupis  | 4,5        | 19,2         | 17,9                    | Marcinkonys | 53°58′50″ s. š., 24°20′36″ v. d. |